# Claudine Bourbonnais
Pour les articles homonymes, voir Bourbonnais.
Claudine Bourbonnais, née le 9 octobre 1964 à Montréal, est une présentatrice de télévision québécoise. Elle anime Le Téléjournal week-end, le vendredi, samedi et dimanche en soirée sur ICI Radio-Canada Télé et au Réseau de l'information (RDI).

## Biographie
Claudine Bourbonnais est née à Montréal d'un père chasseur de têtes et d'une mère travaillant dans le milieu de l'art contemporain. Durant ses études collégiales, elle fréquente le Collège Jean-de-Brébeuf. Elle étudiera ensuite en sciences politiques à l'Université McGill puis à l'Université de Durham d'où elle est titulaire d'une maîtrise en études contemporaines sur le Proche-Orient.
Elle commence à travailler pour la Société Radio-Canada en 1990. Après avoir œuvré 5 ans à la radio, elle anime des émissions à l'antenne de RDI. Elle a été l'animatrice de segments de nouvelles dans les émissions Bon matin et Matin express, notamment aux côtés de Michel Viens, en plus d'être affectée à la revue de la une de journaux. 
Le 5 mai 2014, elle publie son premier roman Métis Beach aux Éditions Boréal.
Elle anime depuis Le Téléjournal Midi puis le Téléjournal de 17h et 21h à RDI, de 18h et 22h à Ici Radio-Canada Télé en fin de semaine depuis le départ de Pascale Nadeau. 

## Vie privée
Claudine Bourbonnais était la conjointe de feu Gilles Le Bigot, frère de l'animateur de radio Joël Le Bigot. Elle habite dans une maison centenaire en banlieue de Montréal.